# Tancrède Auguste
Joseph Antoine Tancrède Auguste, (Cabo Haitiano, 16 de marzo de 1856-Puerto Príncipe, 2 de mayo de 1913) fue un político haitiano, presidente de la República de Haití desde el 9 de agosto de 1912 hasta su muerte. Su presidencia, que duró solo ocho meses, comenzó en la crisis, ya que su predecesor Cincinnatus Leconte había muerto en una explosión del Palacio Presidencial causada por sus opositores políticos. El presidente Auguste ordenó entonces la reconstrucción del Palacio Nacional y estableció una policía secreta para frustrar cualquier conspiración contra el gobierno. Enfermo, murió antes de completar su mandato.

## Biografía
Hijo de André P. Auguste y Ernestine Rotgers, era dueño de una casa comercial en Puerto Príncipe. Luego fue nombrado ministro del Interior y Policía bajo las presidencias de Florvil Hyppolite y Tirésias Simon Sam. Fue parte del Consejo de Secretarios de Estado, que aseguró la transición al poder entre la muerte de Florvil Hyppolite y la elección de Tiresias Simon Sam.
Asumió la presidencia de Haití el 8 de agosto de 1912.
Después de un viaje al norte del país, Auguste sufrió una enfermedad y murió el 2 de mayo de 1913.